# Ștefan Nanu
Ștefan Dumitru Nanu est un footballeur roumain né le 8 septembre 1968 à Filiași.

## Parcours de joueur
- 1991-1995 : Electroputere Craiova  Roumanie
- jan. 1995-déc. 1996 : Farul Constanța  Roumanie
- jan. 1997-1999 : Rapid Bucarest  Roumanie
- 1999-2003 : Vitesse Arnhem  Pays-Bas
- 2003-déc. 2003 : Steaua Bucarest  Roumanie
- jan. 2004-2005 : Oțelul Galați  Roumanie
- 2005-2006 : FC Fortuna Brazi  Roumanie
- 2006-2008 : FCM Câmpina  Roumanie

## Palmarès

### En sélection
- 7 sélections et 0 but avec l'équipe de Roumanie entre 1999 et 2000.

### Rapid Bucarest
- Champion de Roumanie en 1999.
- Vainqueur de la Coupe de Roumanie en 1998.

### Oțelul Galați
- Finaliste de la Coupe de Roumanie en 2004.

## Parcours d'entraîneur
- juin 2006-juin 2007 :  FCM Câmpina
- 2007 :  Petrolul Ploiești
- juil. 2008 :  Inter-Gaz Bucarest
- avr. 2010-oct. 2013 :  Minerul Motru
- fév. 2014-juin 2014 :  FC Farul Constanța
- août 2018-jan. 2019 :  ACS Poli Timișoara
- juil. 2019-sep. 2023 :  CSM Deva